# Jaroslav Šlezinger
Jaroslav Šlezinger (29. dubna 1911, Jemnice – 2. srpna 1955, Ostrov-Vykmanov) byl český akademický sochař, demokrat, aktivista druhého čsl. odboje, vězněný za druhé světové války a podruhé v 50. letech, duchovně založený člověk, člen Československé strany lidové a Rotary Clubu.

## Životopis
Narodil se 29. dubna 1911 v Jemnici jako jediný syn. Rodina původně užívala příjmení Schlesinger. Jaroslavův otec, Adolf Schlesinger/Šlezinger, padl na začátku 1. světové války, matka, Kateřina, rozená Juránková, živila oba posluhami a příležitostnými pracemi u sedláků.
Výtvarné nadání se u něj projevilo časně. Jako malý chlapec modeloval z hlíny drobné plastiky. Vyučil se tesařem a pracoval v Jemnici. Jako samouk vytvořil tehdy pomník padlým ve vsi Chotěbudicích. Díky řídícímu učiteli jemnické školy Karlu Gartneroévi, který mu poskytl finanční půjčku, mohl absolvovat – a to s vyznamenáním, průmyslovou školu sochařskou a kamenickou v Hořicích. Na doporučení školy v Hořicích studoval v letech 1936–1939 na Akademii výtvarných umění v Praze, v sochařském ateliéru prof. Bohumila Kafky. Po absolutoriu nastoupil jako pedagog na Uměleckoprůmyslové škole v Brně. Krátce nato, v souvislosti se studentskými demonstracemi 17. listopadu, byl však i s řadou studentů zatčen a téměř tři roky vězněn v koncentračním táboře Sachsenhausen.
Po návratu se usadil v Jihlavě, kde si zřídil sochařský ateliér a oženil se s Marií Čížkovou.
Po druhé světové válce na Jihlavsku vzniklo proti Komunistické straně Československa jedno z ohnisek odporu mezi členy a funkcionáři Lidové strany. Vydávali a kolportovali předvolební letáky s požadavkem svobodných voleb pod kontrolou OSN a s dalšími výzvami a varováními. Od března roku 1949 byl členem skupiny Karla Veselého, do které ho přivedl Stanislav Bárta, následně do organizace zapojil i své přátele Josefa Kočího a Vlastimila Kučeru. Podle udání StB měl sehnat cyankali, kterým měl být otráven předseda ONV. Josef Kočí však toto obvinění v roce 2006 odmítl.
Jaroslav Šlezinger byl demokrat, člen Rotary Clubu a duchovně založený člověk. Byl v roce 1949 zatčen a v politickém procesu od 7. do 11. února 1950 byl odsouzen na dvacet pět let těžkého žaláře, k finančnímu trestu, konfiskaci majetku a ztrátě občanských práv. „Dodnes nevím, z jakých důvodů“, napsal v jednom ze svých ilegálních dopisů z vězení. Strávil nějaký čas v jihlavské věznici, odkud byl převeden do Mírova a následně do trestaneckého tábora nucených prací ve Vykmanově (nyní místní část Ostrova u Karlových Varů). Počátkem roku 1951 byl původní tábor rozšířen na Vykmanov II. s krycím označením „L“. Vězňové z tábora „L“ pracovali při mletí a třídění uranové rudy. Byl to jeden z táborů pro "nepřátelsky zaměřené" vězně. Prostředí tam bylo zamořené radioaktivním prachem a vězňové pracovali 12–14 hodin bez jakýchkoliv ochranných pomůcek. Někdy v průběhu let 1951–1952 tam byl internován Jaroslav Šlezinger. V srpnu 1954 byl přeložen na stavbu kulturního domu v nově budované čtvrti města Ostrov, aby na průčelí domu vytvořil sousoší oslavující komunistický režim. Vytvořil velké sousoší se třemi postavami – horníka ve fáracím oděvu, studenta a ženu s obilným snopem.

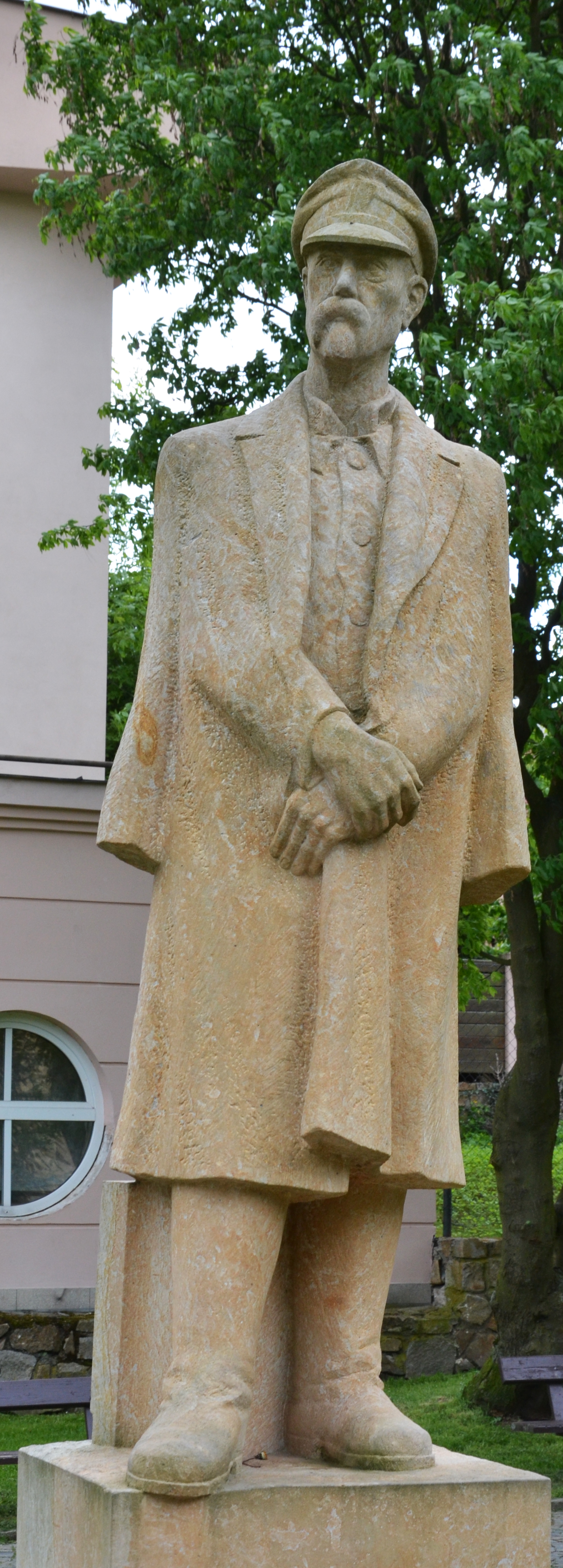
Socha T. G. Masaryka (1948), replika z roku 2011

V srpnu 1954 jej odvolali z pracoviště s tím, že bude přeložen na jiný tábor, přeškolen a za krátký čas propuštěn. Ještě téhož dne byl převezen do Ústředního tábora, kde se setkal s přítelem a spolužákem z akademie, sochařem Jaroslavem Švecem. Přítele zarazil jeho zdravotní stav. Zavedl jej do ordinace vězeňského lékaře, který diagnostikoval rozklad krve a vřed na dvanáctníku a začal s léčbou. Teprve o měsíc později, v listopadu 1954 se Šlezinger dostal do vězeňského oddělení nemocnice v Karlových Varech, kde se jeho stav po dvou týdnech zlepšil natolik, že se mohl vrátit k práci. V dubnu 1955 byl znovu převezen do karlovarské nemocnice, tentokrát s rakovinou plic.
Zemřel ve 44 letech, 2. srpna 1955 v Ostrově ve vykmanovské vězeňské nemocnici. V roce 1990 byl plně rehabilitován.

## Dílo
- Sochy světců pro kostely v Jihlavě a v Jemnici, Třebelovicích a Moravských Budějovicích
- Několik náhrobků (např. pro rodinu Karla Bakeše)
- Socha českého legionáře, plukovníka Josefa Švece
- Socha sokola pro TJ Sokol v Jemnici
- Reliéf Rudolfa Kratochvíla na Starém hřbitově v Třebíči.[3]
- Nadživotní socha prezidenta T. G. Masaryka před jihlavským gymnáziem, odhalená v roce 1948 byla vyvrcholením jeho tvorby; v roce 1961 byla zlikvidována, stejně jako pomníky plukovníka Josefa Jiřího Švece a Sokola v Jemnici.
- Sousoší na průčelí kulturního domu v Ostrově[4] se třemi postavami – horníka, studenta a ženy s obilným snopem. Ženě dal tvář své manželky.[2]
- 14 reliéfů Křížové cesty z pálené hlíny - cyklus komorního formátu byl po roce 2010 instalován do nově rekonstruované kaple sv. Floriána v Ostrově u Karlových Varů jako součást nového památníku politických vězňů, v němž má Šlezinger svou samostatnou část.[5]

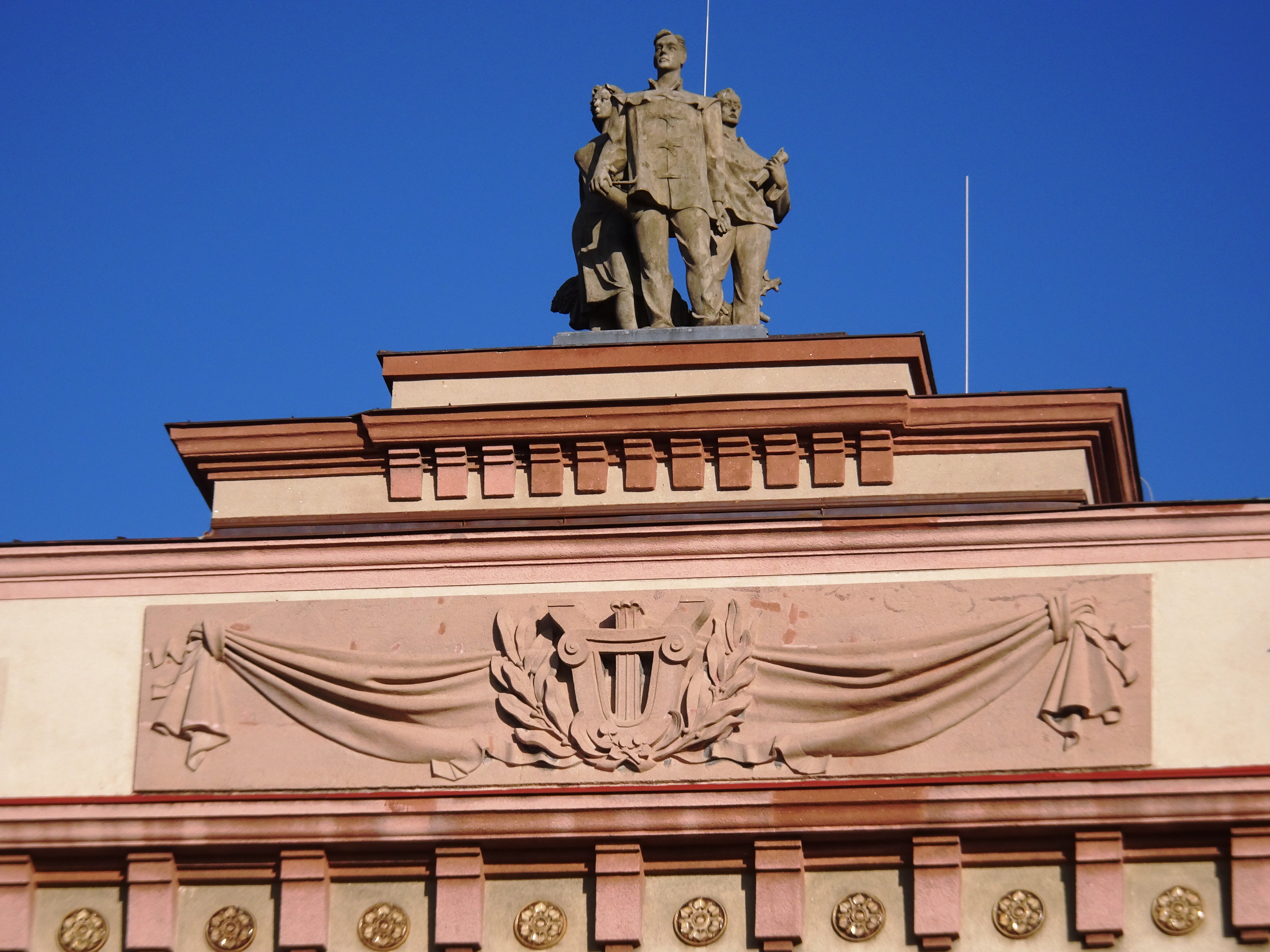
Sousoší na kulturním domě v Ostrově

## Ocenění
- 2015: Rytíř české kultury – ocenění a titul Ministerstva kultury ČR (uděleno ministrem kultury Danielem Hermanem), in memoriam[6][7]

## Památky
- Pomník Jaroslavu Šlezingerovi v Jemnici[8]
- Na domě v Jihlavě, ve Fibichově ulici 4, kde Šlezinger bydlel v době zatčení, odhalena k 70. výročí popravy 17. 6. 2020 tabulka Poslední adresy, za přítomnosti předsedy Senátu Parlamentu ČR Miloše Vystrčila.[9]

- Druhá pamětní deska Jaroslavu Šlezingerovi v Jihlavě[10]